# 3864 Søren
3864 Søren eller 1986 XF är en asteroid i huvudbältet som upptäcktes den 6 december 1986 av den danska astronomen Poul Jensen vid Brorfelde-observatoriet. Den är uppkallad efter upptäckarens son Søren Augustesen.